# داستان کیوجو
داستان کیوجو یا کینه کیو جو (به انگلیسی: The Story of Qiu Ju) فیلم سینمایی به کارگردانی ژانگ ییمو محصول کشور چین به‌سال ۱۹۹۲ است.
ژانر فیلم سینمائی کینه کیو جو درام است و در این فیلم گونگ لی، پیکی لیو، نقش‌آفرینی کرده‌اند.

## داستان
کیو جو زنی روستایی است که با همسر ساده لوح اش به کار کشاورزی مشغولند تا اینکه شوهر کیو جو در یک درگیری با کدخدا مصدوم می‌شود. دادگاه محلی کدخدا را به پرداخت غرامت کوچکی متهم می‌کند و پرونده را مختومه اعلام می‌کند. اما کیو جو برای احقاق حق خود و همسرش راهی شهر می‌شود.